# Crossandra isaloensis
Crossandra isaloensis är en akantusväxtart som beskrevs av K. Vollesen. Crossandra isaloensis ingår i släktet Crossandra och familjen akantusväxter. Inga underarter finns listade i Catalogue of Life.